# Arabanda
Arabanda is een muziekproject dat Arabische muziek en Andalusische muziek verweeft. Arabanda bestaat uit accordeonist Piet Maris en de Belgisch/Marokkaanse zangeres Laila Amezian. Beide muzikanten werkten eerder al samen in Ishq, een project met klassieke Arabische muziek, en in de Brusselse wereldmuziekband Jaune Toujours.

## Discografie
- Shams (2006)